# Bully – Diese Kids schockten Amerika
Bully – Diese Kids schockten Amerika ist ein französisch-amerikanischer Film aus dem Jahr 2001. Regisseur Larry Clark (Kids, Ken Park) verfilmte dabei den gleichnamigen Roman (Bully: A True Story Of High School Revenge) des amerikanischen Autors Jim Schutze.
Der Film zeigt ein pessimistisches Bild einer abgestumpften, gelangweilten Generation von Teens, die außer Drogenexzessen und Sex nicht viel mit sich anzufangen weiß. Der Film wurde wegen seiner offenen Darstellung von Sex und den ungeschliffenen Dialogen von einigen Kritikerstimmen als „unnötig voyeuristisch“ bezeichnet.

## Handlung
Der 16-jährige Bobby Kent terrorisiert seine Freunde und Bekannten, vor allem aber seinen besten Freund Marty. Wann immer Marty nicht so handelt, wie Bobby es will, schlägt und beschimpft er ihn. Um an Geld zu kommen, zwingt er Marty dazu, in einem Homosexuellen-Club zu strippen. Martys Freundin Lisa Connelly vergewaltigt er ebenso wie deren Freundin Ali Willis. Während Bobby seinen Freunden und Bekannten gegenüber gewalttätig und herrschsüchtig auftritt, wird er innerhalb seiner Familie von seinem Vater dominiert, der Bobby nicht nur Freunde, sondern auch den künftigen Lebensweg vorschreiben will.
Marty und Lisa wollen nicht mehr länger Opfer von Bobbys Willkür sein und beschließen ihn zu töten. Ali wird von dem Mordplan informiert und willigt ein, als Lockvogel mitzumachen. Die Teenager erzählen ihren Freunden und Bekannten von ihrem Mordplan so, als ob es eine ganz normale und alltägliche Sache sei, jemanden umzubringen. Lisas Cousin Derek Dzvirko, Alis Freund Donald Semenec und ihre Freundin Heather Swallers beschließen aus Neugierde und Langeweile mitzumachen. Ein erster Versuch, Bobby zu töten, misslingt, da weder Lisa noch Ali es fertigbringen, Bobby zu erschießen. Dieser wurde unter dem Vorwand, mit Ali Sex haben zu können, an einen einsamen Strand gelockt. Von diesem Versuch, ihn zu töten, bekommt Bobby nichts mit.
Nachdem der erste Versuch misslungen ist, beschließen die Teenager Hilfe beim angeblichen Mafioso und Gangmitglied Derek Kaufman zu suchen. Derek Kaufman beschließt mitzumachen und entwickelt den Mordplan. Bobby wird erneut unter dem Vorwand, mit Ali Sex zu haben, zum Strand gelockt. Die gesamte Clique kommt mit zum Strand. Bobby und Ali gehen ein wenig abseits von den anderen und Derek Kaufman beauftragt Heather nachzugucken, ob Bobby Verdacht schöpft. Falls nicht, soll sie als Stichwort irgendeinen Satz mit „Krokodil“ sagen. Sichtlich nervös geht Heather zu Bobby und Ali und fragt, ob es hier am Strand Krokodile gäbe. Daraufhin zieht Donald ein Messer und sticht Bobby in den Rücken. Bobby begreift nicht, was los ist. Er schreit Donald an, was das soll, und ruft Marty zur Hilfe herbei. Marty kommt und sticht ebenfalls auf Bobby ein. Bobby schleppt sich vor das Auto, mit dem er zum Strand gekommen ist, wo Marty ihm die Kehle durchschneidet. Nachdem Bobby immer noch lebt, schlägt Derek Kaufman mit einem Baseballschläger auf ihn ein.
Während des Mordes haben Ali, Heather und Derek Dzvirko sich hysterisch ins Auto zurückgezogen, um so wenig wie möglich von den Ereignissen außerhalb mitzubekommen.
Derek Kaufman will Bobbys Körper verschwinden lassen und ruft Derek Dzvirko herbei, um die Leiche ins Wasser zu werfen. Zusammen werfen sie den noch zuckenden Bobby in das von Flusskrebsen besiedelte Wasser. Danach breitet sich Panikstimmung aus. Unfähig, klare Gedanken zu fassen, versucht jeder, seine Tatbeteiligung kleinzureden. Nur Derek Kaufman und Marty bewahren einen kühlen Kopf. Derek Kaufman droht Verrätern mit dem Tod und bespricht mit jedem ein passendes Alibi. Am nächsten Tag verlieren einige der Jugendlichen die Nerven und sprechen mit Unbeteiligten über den Mord. Vor allem Derek Dzvirko und Ali sind dem Druck nicht gewachsen.
Der Mord wird entdeckt und die Beteiligten werden verhaftet. Vor Verhandlungsbeginn streiten sie sich auf der Anklagebank, da zwei von ihnen in der Hoffnung auf eine mildere Strafe mit der Staatsanwaltschaft kooperiert haben. Die im Gerichtssaal anwesenden Eltern, darunter auch der Vater von Bobby, beobachten dieses Verhalten fassungslos.

## Hintergründe
Der Film sowie das Buch basieren auf einer wahren Begebenheit, die sich 1993 in Florida zugetragen hatte. Der echte Marty Puccio wurde in einem Gerichtsverfahren als Haupttäter zum Tode verurteilt, später wurde die Strafe jedoch auf lebenslang abgeändert.
Haftstrafen
- Heather Swallers, Beihilfe zum Mord und Verschwörung (7 Jahre Freiheitsstrafe)
- Derek Dzvirko, Beihilfe zum Mord und Verschwörung (11 Jahre Freiheitsstrafe)
- Alice „Ali“ Willis, Beihilfe zum Mord und Verschwörung (40 Jahre Freiheitsstrafe – nach Berufung auf 17 Jahre herabgesetzt sowie 15 Jahre wegen Verschwörung)
- Lisa Connelly, Beihilfe zum Mord und Verschwörung (lebenslange und 5 Jahre Freiheitsstrafe)
- Donald „Donny“ Semenec, Beihilfe zum Mord und Verschwörung (lebenslange und 15 Jahre Freiheitsstrafe)
- Derek Kaufman, Mord und Verschwörung (lebenslange und 30 Jahre Freiheitsstrafe)
- Martin „Marty“ Puccio, Mord und Verschwörung (Todesstrafe – später abgeändert in lebenslange Freiheitsstrafe)

Während Swallers, Dzvirko, Connelly und Willis mittlerweile aus der Haft entlassen wurden, verbüßen Semenec, Kaufman und Puccio noch ihre Strafen. Bei Willis gilt eine Bewährungszeit bis 15. September 2041. Connelly gebar während der Inhaftierung ihr gemeinsames Kind mit Puccio.